# QX Gaygalan 2008
QX Gaygalan 2008 var den 10:e QX Gaygalan och den hölls på Cirkus i Stockholm den 4 februari 2008. Galan leddes av Katrin Sundberg och Pia Johansson, och den sändes på TV4 den 7 februari, en torsdag. Det delades ut priser i tjugo kategorier, nitton av dessa hade röstats fram av tidningen QX läsare. Det tjugonde, QX hederspris, beslutas av tidningen och det gick till Jonas Gardell. Både priset för Årets homo och Årets hetero gick till politiker, Tomas Tobé respektive Mona Sahlin.

## Nominerade och vinnare
Vinnare markeras med fetstil:
| Årets homo/bi                                                                                      | Årets hetero                                      |
| -------------------------------------------------------------------------------------------------- | ------------------------------------------------- |
| - Tomas Tobé - Peter Jöback - Elisabeth Ohlson Wallin - Ola Salo - Mats Strandberg                 | - Mona Sahlin - Carolina Gynning - Måns Zelmerlöv |
| Årets Hederspris                                                                                   |                                                   |
| Jonas Gardell, "eftersom han sedan 80-talet stått i frontlinjen och våga visa sin homosexuallitet" |                                                   |
| Årets kämpe                                                                                        | Årets gayställe                                   |
| - Elisabeth Ohlson Wallin                                                                          | - Gossip (Göteborg)                               |
| Årets artist                                                                                       | Årets svenska låt                                 |
| - Måns Zelmerlöw                                                                                   | - Cara Mia - Måns Zelmerlöw                       |
| Årets utländska låt                                                                                | Årets album                                       |
| - Grace Kelly - Mika                                                                               | - Människor som du och jag - Peter Jöback         |
| Årets film                                                                                         | Årets scen                                        |
| - The Queen                                                                                        | - Tillfällig gäst i ditt liv - Jonas Gardell      |
| Årets duo                                                                                          | Årets drag                                        |
| - Mia och Klara                                                                                    | - Diamond Dogs (Stockholm)                        |
| Årets bok                                                                                          | Årets TV-program                                  |
| - Luftslottet som sprängdes - Stieg Larsson                                                        | - Melodifestivalen 2007                           |
| Göteborgspriset                                                                                    | Öresundspriset                                    |
| - Gossip (klubb/bar)                                                                               | - Cabaret Moulin (draggrupp)                      |
| Årets Åh-ett-nytt-ställe                                                                           | Årets HBT-fast-inte på-riktigt                    |
| - Pigalle                                                                                          | - Kim i Andra Avenyn (Jonas Bane)                 |
| Årets keep-up-the-good-work                                                                        |                                                   |
| - KAK-killarna (klubbarrangörer Västerås och Köping)                                               |                                                   |